# رزینی
رَزینی روستایی در دهستان سلگی، بخش خزل در ۳۰ کیلومتری شهرستان نهاوند در استان همدان است.

## جمعیت
رزینی در دهستان سلگی قرار دارد و جمعیت آن بر اساس سرشماری ۱۳۹۵، ۴۲۰۰ نفر (در ۱۲۰۰ خانوار) است.